# Зельонка (Рицький повіт)
Зельонка (пол. Zielonka) — село в Польщі, у гміні Стенжиця Рицького повіту Люблінського воєводства.
Населення — 94 особи (2011).
У 1975-1998 роках село належало до Люблінського воєводства.

## Демографія
Демографічна структура станом на 31 березня 2011 року:
|          | Загалом | Допрацездатний вік | Працездатний вік | Постпрацездатний вік |
| -------- | ------- | ------------------ | ---------------- | -------------------- |
| Чоловіки | 49      | 7                  | 36               | 6                    |
| Жінки    | 45      | 2                  | 26               | 17                   |
| Разом    | 94      | 9                  | 62               | 23                   |